# Baker-paradoxon
A Baker-paradoxon egy matematikai fogalom a véges számú sorozatokról, amelyet a nyelvelsajátítás nativista fejlődéspszichológiai magyarázatai is használnak.

## Fejlődéspszichológiai alkalmazás
Az a tény, hogy egyszerű alapmondatokat és szavakat a gyermek tanulás útján elsajátít és összerak, nem magyarázza, hogyan képes növekvő teljesítménnyel véges számú elemek (szavak, morfémák) sorozatából és véges számú szabály segítségével végtelen számú, különböző és eltérő nyelvtani szerkezetű helyes mondatok létrehozására és kombinálására. A nyelvtani szabályok általánosítása nem elégséges magyarázat: végtelen számú mondat közül lennének olyanok, amelyek szintaktikailag helyesek, de szemantikailag helytelenek, a gyermekek azonban ezekben az esetekben nem általánosítanak, képesek a kivételek helyes kezelésére.

### Nyelvi modul
Ezeket az ellentmondásokat az az elmélet oldhatja fel, hogy a nyelvelsajátítás az emberi elmében meglévő speciális nyelvi modul, amely független az elme többi részétől. Az emberi faj nyelvi képessége velünk született, genetikailag beprogramozott. A nyelvi tudás a gyermek elméjéből bizonyos életkorhoz köthetően és egy érési folyamat eredményeként bontakozik ki. A tökéletes nyelvtudás, a kompetencia a nyelvtanilag helyes mondatok megértésére és produkálására már megszületéskor a csecsemő fejében van. A nyelvtan független a jelentéstől.